# Oficial de armas

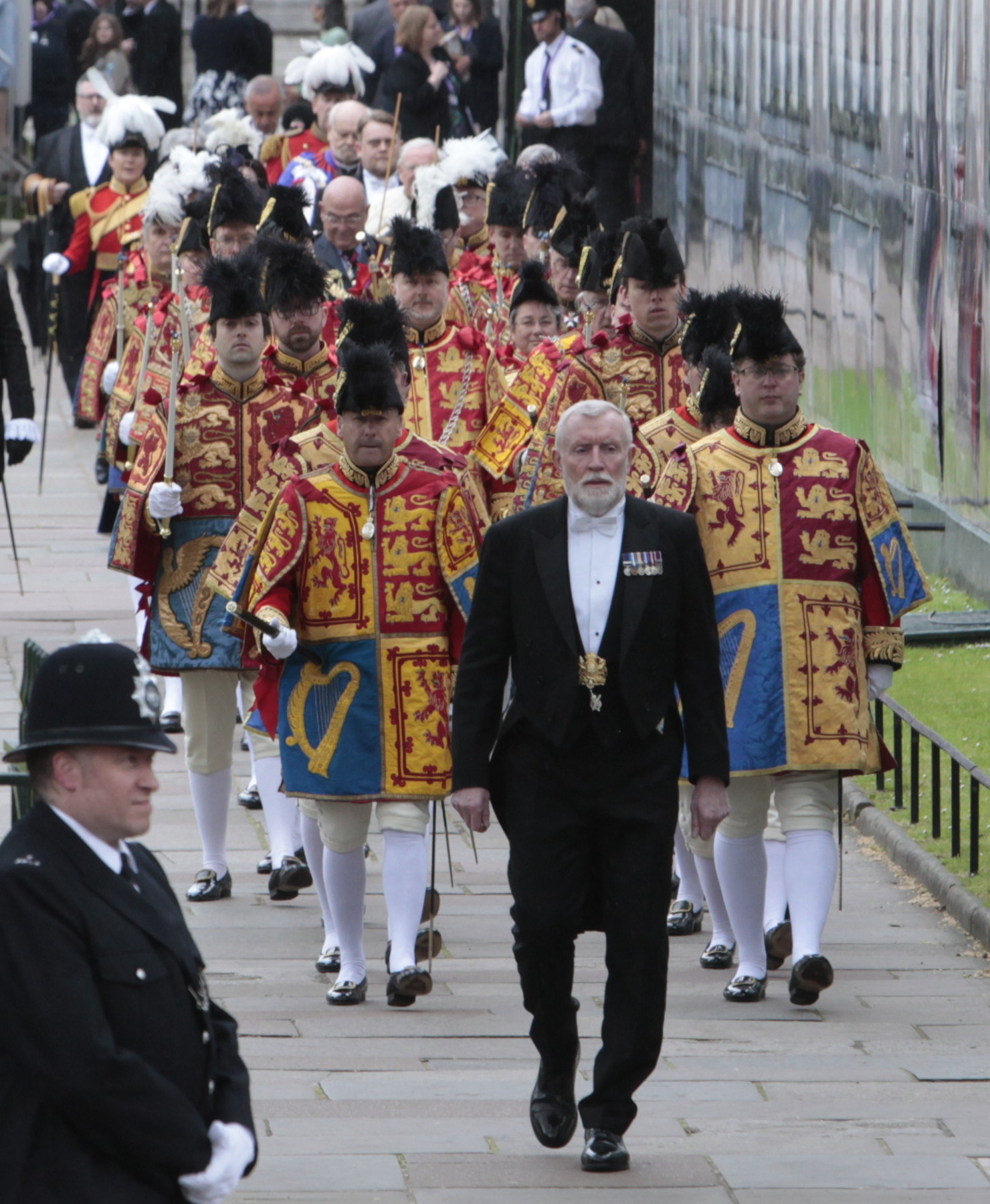
Oficiais de armas britânicos, em traje de gala, desfilando durante a coroação do rei Carlos III.

Um oficial de armas é uma pessoa, nomeada por um monarca, por um governo ou ocasionalmente por um particular, para desempenhar as funções de autoridade heráldica. Tradicionalmente, os oficiais de armas dividem-se em três categorias: reis de armas, arautos e passavantes. O tabardo - uma espécie de cota de armas usada como sobreveste - constitui o traje característico dos oficiais de armas. 
Em geral, os oficiais de armas desempenham as seguintes atribuições:
- Autoridade sobre os assuntos heráldicos, incluindo a concessão, ordenamento e regulação do uso de brasões de armas;
- Autoridade sobre assuntos conexos à heráldica, incluindo os que dizem respeito a vexilologia, emblemática, falerística e uniformologia;
- Organização e participação em cerimoniais de Estado;
- Conservação e a interpretação de registos heráldicos e genealógicos.[1]

Historicamente, os oficiais de armas desempenharam também as seguintes funções:
- Organizadores de torneios;
- Árbitros em batalhas;
- Enviados e diplomatas em nome dos seus senhores.[2][1]

## Origem e história
A tradição indica que os arautos existiam já na Grécia antiga - onde eram conhecidos como κήρυκες [kếrukes] - e na Roma antiga - onde eram conhecido como  fetiales. Não existem contudo evidências que liguem os antigo arautos gregos e romanos aos oficiais de armas que surgirão na idade média. Esta ligação parece haver sido sugerida, no século XV, pelos próprios arautos de então, a fim de provarem a antiguidade e a nobreza do seu ofício, numa altura em que o mesmo estava a ser posto em causa. Na realidade, os oficiais de armas terão aparecido no século XII, quando do surgimento da heráldica, estando intimamente ligados ao desenvolvimento desta.

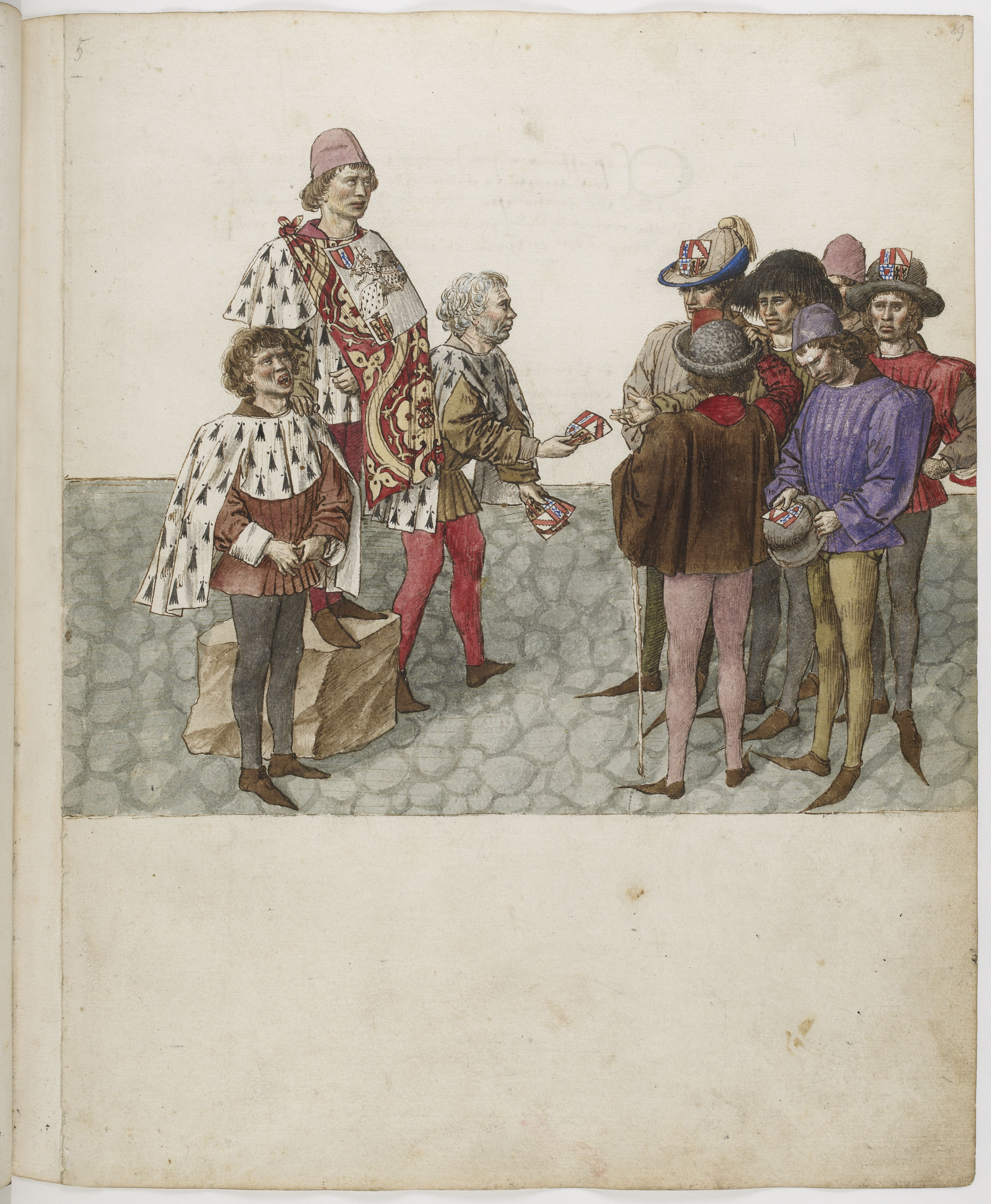
Anúncio e distribuição de insígnias aos árbitros de um torneio, pelo rei de armas do Ducado da Bretanha, acompanhado de dois passavantes (identificáveis pelo uso do tabardo atravessado). Estampa do Livre des tournois, século XV.

Os oficiais de armas provieram inicialmente de saltimbancos e menestréis que se especializaram em torneios, justas e passos de armas, neles assumindo a responsabilidade de anunciar, apresentar e comentar os cavaleiros participantes. Esta responsabilidade, obrigava-os a ser capazes de identificar expeditamente um determinado cavaleiro. Como esta era feita normalmente através da observação dos emblemas heráldicos ostentados pelo cavaleiro, isto fez com que acabassem por ter de desenvolver um conhecimento profundo de heráldica.
A necessidade do conhecimento dos diversos brasões de armas, fez com que muitos oficiais de armas começassem a registar - por escrito e através de imagens - as armas que fossem observando nas viagens que faziam ou nos torneios a que assistiam, dando origem a armoriais, que são ainda hoje a base do conhecimento da heráldica medieval. Os oficiais de armas foram também encarregues de elaborar os armoriais oficiais, nos quais eram registadas as armas concedidas pelos seus empregadores.
Originalmente, os oficiais de armas não estavam ligados a um monarca ou senhor em particular, levando uma vida errática e contribuindo assim para espalhar a fama de diversos cavaleiros pelas diversas terras por onde passavam. No século XIV, alguns grandes senhores - especialmente aqueles que tinham prerrogativas de concessão de armas aos seus vassalos - começaram a contratar oficiais de armas para o seu serviço particular. Para além da necessidade de alguém que tratasse dos respetivos assuntos heráldicos, ter oficiais de armas ao seu serviço era visto como um símbolo de poder e o seu envio a outras terras - nas quais relatavam os feitos de armas do seu senhor - funcionava como um meio de propaganda. Continuaram contudo a existir oficiais de armas independentes, que não estavam portanto ao serviço de nenhum empregador específico.
Inicialmente, a organização dos oficiais de armas refletia a estrutura territorial dos torneios. Esta compreendia marcas, subdivididas em províncias de torneios, estando os oficiais de armas distribuídos pelas mesmas. Em paralelo, os oficiais de armas começaram também a organizar-se hierarquicamente, em diversas categorias. O acesso à profissão começou a fazer-se pela categoria de passavante, análoga à de aprendiz nas corporações de ofícios mecânicos e à de escudeiro na cavalaria. Após o período de aprendizagem - que poderia levar diversos anos - o passavante era elevado à categoria de arauto, análoga à de oficial mecânico ou à de cavaleiro. De entre os arautos, os mais experientes assumiram a função de chefia dos restantes, os quais começaram a ser referidos como "reis dos arautos de armas", expressão posteriormente abreviada para "reis de armas".

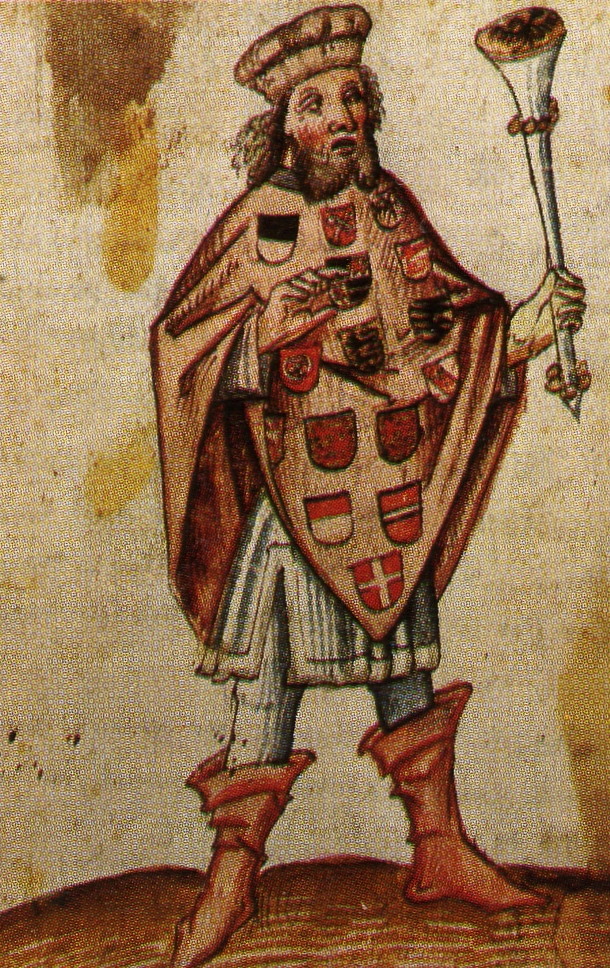
Arauto alemão Anton Tirol, usando um tabardo semeado de escudetes, típico dos oficiais de armas independentes. Imagem do Wappenbuch Süddeutschland, final do século XV.

Como traje profissional, os oficiais de armas vestiam um tabardo que tradicionalmente era usado direito pelos reis de armas e arautos, mas usado atravessado pelos passavantes. Os tabardos eram ornamentados com as armas do empregador do oficial de armas. No caso dos oficiais de armas independentes, os respetivos tabardos eram ornamentados com escudetes diversos.
A investidura de um oficial de armas realizava-se segundo um ritual análogo ao do batismo cristão. O candidato começava por apresentar-se ao seu senhor, colocando-se de joelhos perante ele e fazendo então o seu juramento. Em seguida, o seu senhor lançava-lhe água sob a cabeça - retirada de uma copa trazida pelo copeiro-mor - e batizava-o com o nome que passaria a usar no exercício do cargo. Feito isto, no caso de um passavante o mesmo era vestido com o respetivo tabardo atravessado e, no caso de um arauto, o tabardo atravessado com que se apresentava como ainda passavante, era-lhe colocado direito.
Tradicionalmente, os oficiais de armas eram batizados com designações poéticas e simbólicas relacionadas sobretudo com a sua jurisdição territorial (nomes de estados, províncias, cidades e outras terras) ou com elementos da heráldica associada a essa jurisdição (emblemas, motes, ordens de cavalaria e peças dos escudos).
Com o passar do tempo, os monarcas que dispunham de vários oficiais de armas ao seu serviço começaram a organizá-los em corporações. A primeira a surgir foi o Colégio de Armas (em francês:  Collège d'armes), criado pelo Rei de França em 1407. Entre outras, seguiram-se posteriormente a criação do Colégio de Armas de Inglaterra (em inglês:  College of Arms) em 1484 e a da Corporação dos Reis de Armas de Portugal em 1512.
A partir do final do século XVII - e coincidindo com o início de um período em que se observa uma decadência da ciência heráldica - os oficiais de armas da maioria dos países começam a perder gradualmente as suas prerrogativas de autoridade heráldica, limitando-se ao exercício de funções meramente cerimoniais. A nomeação para oficial de armas, que antes recaía geralmente em pessoas de elevada erudição, passa assim a recair frequentemente em pessoas com poucos ou nenhuns conhecimentos de heráldica. O ofício permanente de oficial de armas é inclusivamente extinto em diversos estados, só sendo nomeados pontualmente oficiais de armas para participarem como figurantes em solenidades oficiais. Existiram contudo algumas exceções a este cenário, como foram os casos dos oficiais de armas britânicos, que mantiveram até à atualidade a sua função de autoridade heráldica.

## Traje

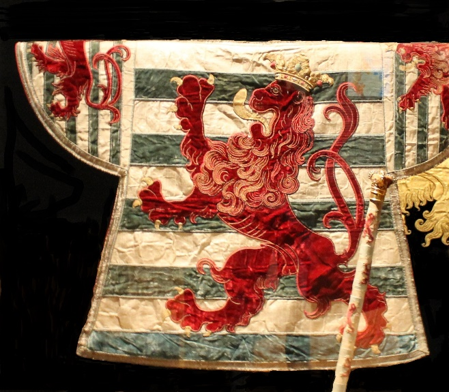
Tabardo e bastão do arauto Vesdre, oficial de armas do Ducado de Limburgo, século XV.

O tabardo constitui o tradicional traje cerimonial dos oficiais de armas. Consiste numa sobreveste - constituída por dois panos longos (frontal e traseiro) e dois panos curtos (laterais) - geralmente ricamente bordada com as armas do monarca, estado ou outra entidade ao serviço da qual está o seu portador. O tabardo era assim virtualmente idêntico à cota de armas que seria usada pelo empregador do oficial de armas, mas este distinguia-se daquele por não carregar espada, adaga ou qualquer outra arma ofensiva. Sob o tabardo, o oficial de armas podia contudo usar armas defensivas como cota de malha ou armadura, bem como capacete, a fim de se proteger quando acompanhava o seu senhor no campo de batalha. Os oficiais de armas independentes usavam tabardos decorados com uma série de pequenos escudetes de diversas armas.
Tradicionalmente, os reis de armas e os arautos usavam o tabardo na sua posição normal, mas os passavantes usavam-no atravessado ou seja com os panos longos cobrindo os braços e os panos curtos cobrindo o peito e as costas. Do ritual de promoção de um passavante a arauto fazia parte o ato de lhe colocar o tabardo na posição direita. Esta tradição foi contudo descontinuada no século XVII, tendo os passavantes passado também a usar o tabardo na posição normal.
Em situações em que não era necessário o uso do tabardo, o distintivo dos oficiais de armas consistia num pequeno brasão das armas do seu senhor, usado ao peito. Tradicionalmente, os reis de armas e arautos usavam o brasão do lado direito do peito, mas os passavantes usavam-no do lado esquerdo.
Em alguns países, o traje cerimonial dos oficiais de armas incluía ainda o uso de algumas insígnias específicas como colares armoriados, coroas, bastões e cetros.
O uso de tabardo pelos oficiais de armas mantêm-se nos países em que eles continuam a ter funções cerimoniais.

## Atuais oficiais de armas em diversos países

### África do Sul
O arauto de Estado (em africâner:  Staatsheraldikus, em inglês:  State Herald) é o principal oficial de armas da República da África do Sul. Exercendo a direção da Repartição de Heráldica (Buro vir Heraldiek, Bureau of Heraldry) do Serviço dos Registros e Arquivos Nacionais da África do Sul, que constitui a autoridade heráldica do país. Estabelecido em 1963, o ofício de arauto do Estado passou a ser oficiosamente referido como "arauto nacional" desde 2004, ainda que a sua designação oficial nunca tenha sido alterada.

### Canadá
O Canadá é um dos poucos países da Commonwealth que dispõe da sua própria autoridade heráldica, independente do Colégio das Armas da Coroa Britânica. A Autoridade Heráldica do Canadá tem o arauto de armas do Canadá (em inglês:  Chief herald of Canada, em francês:  héraut d'armes du Canada), como principal oficial de armas, o qual é coadjuvado pelos arautos Athabaska, Assiniboine, Coppermine, Fraser, Miramichi e Seguenay. Para além dos arautos ordinários, são ocasionalmente nomeados arautos extraordinários, como ofícios honoríficos.

### Espanha

Coroa heráldica usada pelos reis de armas espanhóis nos respetivos brasões.

O Estado Espanhol mantem formalmente um cargo de oficial de armas designado "cronista rei de armas" (em castelhano:  Cronista Rey de Armas), na dependência do respetivo Ministério da Justiça. O cargo não se encontra contudo preenchido desde 2005, altura em que morreu o seu último titular, o heraldista Vicente de Cadenas y Vicent. O cargo surgiu no século XVI, resultando da fusão dos antigos ofícios de cronista real e de rei de armas, ambos de origem medieval. Os oficiais de armas da Coroa Espanhola foram então organizados num Corpo de Cronistas Reis de Armas (Cuerpo de Cronistas Reyes de Armas), compostos por quatro oficiais e dois supranumerários, chefiados por um decano. O Corpo foi extinto em 1931, mas o cargo de cronista rei de armas acabaria por ser restaurado em 1947, sendo as suas responsabilidades reguladas em 1951.
O governo da comunidade de Castela e Leão mantém o seu próprio cronista de armas, considerado o equivalente moderno do antigo rei de armas do Reino de Leão e Castela, ao qual foram atribuídos os poderes e competências tradicionais próprias deste cargo. Atualmente, este é o único cargo de rei de armas em Espanha que se encontra preenchido, sendo coadjuvado pelo arauto Madrigal, arauto Toro e passavante Leão Branco. Historicamente, também o Reino de Navarra e a Coroa de Aragão tiveram os seus próprios reis de armas.
Não tendo atualmente funções cerimoniais, os oficiais de armas espanhóis não fazem uso de tabardo. Contudo, tabardos armoriais, análogos aos dos oficiais de armas, são frequentemente observados em solenidades, usados pelos porteiros da maça (maceros, literalmente "maceiros"). Estes são funcionários cerimoniais de diversas instituições espanholas - como o  parlamento e os municípios - que se caraterizam por portar uma maça de armas e estarem presentes nas solenidades, encabeçando geralmente os desfiles das comitivas oficiais.

### Irlanda
Na República da Irlanda, os assuntos heráldicos e genealógicos encontram-se sob a autoridade de um oficial de armas designado "chefe arauto da Irlanda" (em irlandês:  Príomh Aralt na hÉireann, em inglês: Chief Herald of Ireland). O cargo foi criado em 1943, para suceder - como autoridade heráldica para o estado independente da Irlanda - ao rei de armas Ulster que, até então, tinha jurisdição sobre toda a ilha da Irlanda. As bases legais para a autoridade heráldica da Irlanda, bem como das respetivas conceções de armas, foram contudo postas em causa pelo respetivo procurador-geral. Para remediar a situação, foi submetido um projeto de lei ao parlamento irlandês em 2006, legitimando todas as ações do arauto-chefe da Irlanda desde a transferência da autoridade do rei de armas Ulster.

### Malta
A autoridade heráldica da República de Malta está a cargo de um oficial de armas designado "chefe arauto de armas de Malta" (em inglês: Chief Herald of Arms of Malta). O cargo foi estabelecido a 21 de março de 2019, na dependência da agência nacional de preservação dos bens culturais. O chefe arauto de Malta é coadjuvado por um adjunto e por vários passavantes. No âmbito das suas funções de regulador da heráldica maltesa compete-lhe ordenar e conceder armas - por meio de cartas-patentes - a indivíduos e a corporações, bem como registar armas que tenham sido concedidas por autoridades heráldicas de outros países, atribuindo-lhes certificados de registo.

### Países Baixos
Nos Países Baixos não existem oficiais de armas como ofícios permanentes, mas são nomeados pontualmente para figurarem em cerimoniais reais. Com funções meramente cerimoniais, os oficiais de armas neerlandeses não lidam portanto com a matéria heráldica, a qual está inteiramente a cargo do Conselho Superior da Nobreza. Nos atos de coroação dos monarcas dos Países Baixos, figuram dois reis de armas e diversos arautos, os quais são geralmente nomeados de entre os membros do Conselho Superior de Nobreza. Na coroação da rainha Beatriz, em 1980, as funções de oficiais de armas foram desempenhadas por membros destacados da Resistência durante a Segunda Guerra Mundial.

### Reino Unido
No Reino Unido, existem duas corporações separadas de oficiais de armas da Coroa. Estes não são servidores públicos, mas sim funcionários particulares da Casa Real. Para além dos oficiais de armas da Coroa, existem também oficiais de armas privados.

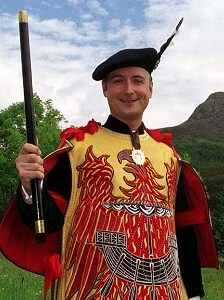
O passavante Finlagan, oficial de armas privado do clã escocês Donald.

A primeira corporação de oficiais de armas é o Colégio das Armas (em inglês: College of Arms), que exerce a autoridade heráldica em todo o território do Reino Unido exceto o da Escócia. O Colégio das Armas tem também jurisdição sobre todos os restantes países da Commonwealth, exceto o Canadá e a África do Sul que dispõem das suas próprias autoridades heráldicas nacionais. O Colégio das Armas é chefiado pelo conde marechal (Earl Marshal) e inclui 13 oficiais de armas ordinários, de natureza permanente: os reis de armas Jarreteira, Carenceaux e Norroy e Ulster, os arautos Iorque, Windsor, Lencastre, Somerset, Chester e Richmont e os passavantes Rouge Croix,  Rouge Dragon, Bluemantle e Porticullis. Para além dos oficiais ordinários, inclui também oficiais de armas extraordinários, nomeados a título temporário.
A Escócia mantém a sua própria autoridade heráldica que consiste no Tribunal do Lord Lyon (Court of the Lord Lyon), chefiado por um oficial de armas designado "rei de armas Lord Lyon"..
No Reino Unido existem também oficiais de armas privados, os quais se concentram atualmente na Escócia, ao serviço de vários clãs. Estes são nomeados pelos chefes do clãs escoceses para lidar com os assuntos de heráldica e genealogia de cada clã. Os cinco oficiais de armas atualmente reconhecidos são os passavantes Slains (clã Hay), Garioch  (clã Mar), Endure (clã Lindsay) e Finlaggan (clã Donald).

### Suécia
A Suécia possui um oficial de armas designado "arauto do Estado" (em sueco:  Statsheraldiker). Antes de 1953, era designado "arauto nacional" (Riksherladiker). O arauto do Estado constitui um funcionário do Arquivo Nacional Sueco responsável pelos assuntos em matéria heráldica.

## Antigos oficiais de armas em diversos países

### Borgonha
O rei de armas Tosão de Ouro (em francês:  roy d'armes Toison d'or) constituía o principal oficial de armas da Ordem do Tosão de Ouro, bem como do Ducado da Borgonha e dos Países Baixos do Sul. O cargo foi fundado em 1414, na sequência da fundação daquela ordem, pelo duque Filipe, o Bom, em comemoração pelo seu casamento com a infanta D. Isabel de Portugal, sendo o seu primeiro detentor o cronista Jean Le Fèvre de Saint-Remy. O rei de armas Tosão de Ouro foi coadjuvado pelo passavante Fuzil (poursuivant Fusil).

### Brasil
Com a transferência da corte portuguesa para o Brasil, em 8 de maio de 1810, o príncipe regente D. João restabeleceu a Corporação dos Reis de Armas no Rio de Janeiro, chefiada por Isidoro da Costa e Oliveira, rei de armas Portugal. O ofício de rei de armas Índia foi também renomeado "América, África e Ásia", refletindo o aumento da importância do Brasil no seio da Monarquia Portuguesa.
Com o estabelecimento do Império do Brasil, foi criado o ofício de rei de armas do Império, provido inicialmente em Félix José da Silva. O rei de armas do Império,  coadjuvado por um arauto e por um passavante, sucederia assim aos reis de armas da Coroa Portuguesa, mantendo as funções daqueles. Félix José da Silva participou assim no cerimonial de coroação de D. Pedro I como imperador, realizado em 1º de dezembro de 1822. Os oficiais de armas brasileiros terão existido até final da monarquia, mas a última notícia dos mesmos refere-se à sua participação no batizado do príncipe D. Luís em 14 de março de 1878.

### Portugal

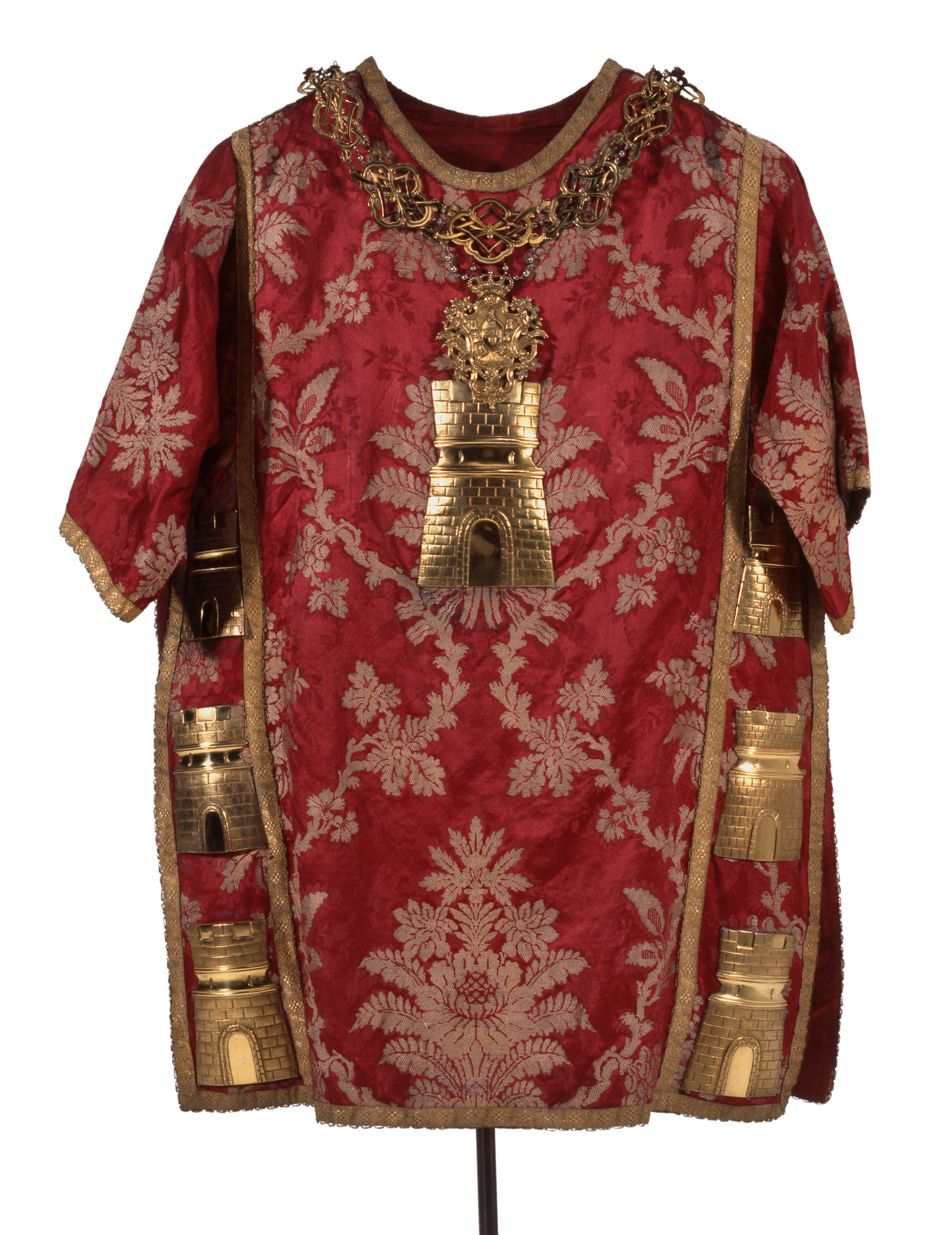
Tabardo e colar de um rei de armas português do século XVIII.

Até ao final da monarquia em 1910, Portugal tinha uma corporação de oficiais de armas que incluía os reis de armas Portugal, Algarve e Índia, os arautos Lisboa, Tavira e Goa e os passavantes Santarém, Lagos e Cochim. O rei de armas Portugal era o principal oficial de armas, tendo o seu cargo surgido no reinado de D. João I (1385-1433). O primeiro titular teria sido um tal de Arrieta, que seria provavelmente um inglês vindo com a comitiva da rainha D. Filipa de Lencastre. Alguns membros da alta nobreza portuguesa mantiveram oficiais de armas particulares até 1466, quando o rei D. Afonso V estabeleceu que a concessão de armas estaria doravante reservada à Coroa e passaria sempre pelo rei de armas Portugal.
O Regimento de nobreza dos reis de armas, outorgado pelo rei D. Manuel I em 1512, veio estabelecer uma corporação de oficiais de armas chefiada por um rei de armas principal (que seria o já existente rei de armas Portugal), coadjuvado por outros reis de armas (batizados com os nomes dos outros estados constituintes da Coroa Portuguesa: Algarve e Índia), além de arautos (batizados com os nomes das capitais dos estados: Lisboa, Silves e Goa) e passavantes (batizados com os nomes de vilas notáveis de cada estado: Santarém, Lagos e Cochim). O arauto Silves passou a denominar-se "Tavira" no século XVIII, quando a capital do Reino do Algarve foi transferida para esta cidade. Em 1808, o arauto Índia foi redenominado "América, África e Ásia", voltando ao nome original em 1825.
A partir do século XVIII, os oficiais de armas portugueses perderam as maioria das suas responsabilidades heráldicas que se concentraram no escrivão da nobreza, a cargo do qual estava o Cartório da Nobreza. Doravante, as funções daqueles tornaram-se essencialmente cerimoniais.